# Segundo Luis Moreno
Segundo Luis Moreno Andrade (Cotacachi, 3 de agosto de 1882-Quito, 18 de noviembre de 1972), también conocido como Segundo L. Moreno, fue un compositor, musicólogo, pedagogo y director de banda ecuatoriano. Es considerado uno de los pioneros en los estudios musicológicos en Ecuador, junto con Pedro Pablo Traversari. Fue un importante compositor y tuvo una dilatada carrera como músico académico en el Conservatorio Nacional de Ecuador. A pesar de sus limitaciones visuales que lo llevarían a quedarse ciego al final de su vida, tiene una obra prolífica que incluye numerosas composiciones como sinfonías, himnos, pasillos entre otras. Además publicó una extensa bibliografía de estudios musicológicos centrados en la música desarrollada en la sierra norte de la cordillera de los Andes. Su obra La música en el Ecuador lo convierte en uno de los principales musicólogos de su país. 

## Biografía

### Orígenes
Segundo Luis Moreno Andrade nació el 3 de agosto de 1882 en Cotacachi, en la provincia de Imbabura (Ecuador). Su padre, Luis Moreno Terán, era director de la banda de música municipal formada por músicos aficionados, y estaba casado con su prima segunda Emperatriz Andrade Proaño. Inició sus estudios en su localidad natal y en 1893 lo enviaron a la Escuela de Artes y Oficios del Colegio de los Padres Salesianos en Quito, donde actuaba como solista y cantaba de oído en el coro «numerosas zarzuelas y misas italianas». Tras el cierre de la Escuela en 1896 regresó a su localidad natal, donde trabajó como aprendiz de sastrería por tres años. Durante 1898 estudió música con el profesor Virgilio Francisco Chaves, que era el director de la Banda del Ejército de Otavalo y estableció otra banda en Cotacachi. Dicha banda constaba de dieciséis músicos aficionados, incluyendo a Moreno, que enseñaba teoría musical y clarinete, instrumento que además tocaba en la banda, y transcribía partituras arregladas por el director. En esa época realizó sus primeros ensayos en la composición en varios géneros, entre los que se encontraban el pasodoble, el vals, el pasillo y la marcha, que hizo interpretar a la banda.

### El conservatorio de Quito
En 1905 se trasladó a la capital e ingresó el 11 de octubre en el Conservatorio Nacional de Música de Quito. Estuvo allí hasta 1913, donde estudió clarinete con Agustín Henríquez, fagot y teoría musical, estética y composición con Domingo Brescia. En 1911, cuando todavía estaba completando sus estudios en el Conservatorio, fue nombrado profesor de teoría, solfeo e instrumentos de viento-madera.Tras ejercer como director del Centro Musical Ecuador en 1911, que estaba compuesto por profesores y alumnos del Conservatorio, dirigió varias bandas de música: Imbabura, en 1915; Zapadores Chimborazo, en 1923; la del Regimiento n.º 2 «Sucre», en 1923; la del Batallón n.º 1 «Vencedores», en 1930; y las bandas de la III Zona militar, en 1936. 

### La banda del ejército y la musicología
Durante su dirección de las bandas de música del ejército ecuatoriano, Moreno experimentó la etapa más prolífica de su carrera. Es importante notar que en Ecuador la institución de la banda militar fue probablemente más importante para los militares y definitivamente más importante para la cultura musical en general de lo que sería cierto en la mayoría de otros países. Si bien durante durante la juventud de Moreno sus dos únicos maestros fueron directores de bandas del ejército estacionadas cerca, y las bandas del ejército contribuyeron a su educación en el conservatorio proporcionándole un puesto de copista de música. Además se debe notar que hasta la apertura del segundo Conservatorio de Quito en 1900, no había existido una institución regular y continua de educación musical, excepto por el entrenamiento instrumental que cientos de hombres recibían en una de las quince bandas del ejército. Asimismo, estas quince bandas fueron responsables de la mayor parte de la vida concertística de Ecuador durante muchos años, hasta bien entrada la década de 1930.  Por estas razones, el papel de director de la banda del ejército puede haber dado a More más oportunidades de enseñar, componer y actuar que cualquier otro nombramiento profesional disponible en Ecuador.
Además, viajó extensamente por casi todo Ecuador y se familiarizó con muchas costumbres locales distintivas. Estos conocimientos se reflejaron en muchos de sus escritos históricos posteriores. Fue durante estos años que Moreno viviría más éxito y satisfacción personal. Gracias a la peculiar libertad del ejército ecuatoriano, no sólo tenía la autoridad habitual de un comandante militar, sino que también podía seleccionar personalmente a los miembros de su banda. Siempre fue una persona dedicada al trabajo duro, que su cuerpo podía soportar gracias a sus restricciones dietéticas, como por ejemplo su abstinencia completa del alcohol y tabaco, así como su vegetarianismo, podía contemplar todos sus logros con orgullo. Se le ha descrito como una persona a la que todo el mundo respeta. Siempre honesto, justo y técnicamente competente, y como consecuencia de esto exigía lo mejor de sus músicos y, como comandante militar, siempre lo conseguía. Moreno fue una persona muy religiosa, estas cuestiones adquirían para él un carácter moral, al igual que la disciplina y la autoridad a las que se dedicaba. Por esto, hasta 1920, logró escribir extensamente acerca de la música tradicional de su país.  Su interés nació con la aparición de una serie musical publicada entre 1927 y 1933 por la Editorial Labor de Barcelona y Buenos Aires. Cuando Moreno vio el catálogo, encargó toda la serie y así conoció las traducciones al español de los escritos de Hugo Riemann y Curt Sachs, entre muchos otros. Estos dos alemanes y Lavignac, cuyas traducciones ya había conseguido, parecen ser los más influyentes, a juzgar por las referencias que Moreno hace de ellos en sus diversos escritos.

### El conservatorio de Cuenca y Guayaquil
En diciembre de[1937 fue nombrado director y fundador del Conservatorio de Música de Cuenca, cargo que tuvo que abandonar 4 años más tarde debido a problemas de visión. Desde ese momento volvió a centrar sus esfuerzos de nuevo en la composición y en la investigación de la historia musical del país. Durante el período posterior al Conservatorio de Cuenca también escribió los dos primeros volúmenes y parte del tercer volumen final de su historia completa de la música ecuatoriana, La música en el Ecuador. Paralelamente, realizó varios viajes para recoger ejemplos adicionales de música indígena, así como para obtener datos sobre las actividades musicales recientes en las zonas rurales de Ecuador. Moreno fue nombrado por primera vez director del Conservatorio de Guayaquil en junio de 1944 por el nuevo gobierno de Velasco Ibarra. Rechazó el nombramiento por su escasa visión y también porque quizá consideraba más importantes sus estudios musicológicos. Un año después se convenció de que el Conservatorio necesitaba desesperadamente una dirección y aceptó servir. Comenzó sus funciones el 13 de diciembre de 1945.  En 1956, Moreno viajó a Guayaquil, donde se sometió a una operación ocular que finalmente resultó infructuosa. Aunque ha perdido completamente el uso de un ojo, hasta hace poco podía leer con la ayuda de una lupa.  A pesar de una educación defectuosa, una mala vista, una salud frágil, el aislamiento profesional, la falta de oportunidades y un estímulo y reconocimiento insignificantes, Moreno tuvo la visión de ver que el patrimonio musical de su país le era útil. El hecho de que, a pesar de estas desventajas, fuera capaz de ocuparse de ello con eficacia, da fe no sólo de su inteligencia, esfuerzo físico y persistencia, sino también de su intensa dedicación personal a su Ecuador y a su Cotacachi. Falleció el 18 de noviembre de 1972 en Quito, a los 90 años de edad.

## Composiciones y escritos

### Estilo como compositor
Como compositor de música nacionalista compuso obras basadas en manifestaciones populares e indígenas de la música ecuatoriana. De dichas obras destacan Suite ecuatoriana, cuyo primer movimiento está basado en una plegaria religiosa indígena y el último en un yaraví; una canción (basada en un canto popular) y un Nocturno para fagot (basado en un yaraví); la elegía orquestal Perdón, basada en un cántico religioso de los indios cañaris; y varias colecciones de danzas populares. De su labor como investigador de la historia musical de su país destacan el estudio histórico La música en la provincia de Imbabura, de 1923; el estudio crítico Sobre las reformas al Himno Nacional, de 1924, La monografía musical de la provincia del Chimborazo, obra inédita; La música en el Ecuador en tres tomos, dos de los cuales son inéditos; Música y danza autóctonas del Ecuador, edición bilingüe; La música de los Incas: Rectificación a la obra intitulada Le musique des Incas et ses survivances por Raúl y Margarita D'Harcourt, de 1957; Cotacachi y su comarca, de 1966; y muchos artículos en periódicos y revistas del país.

### La música en Ecuador
Es el título de su obra principal en tres tomos. En el primero trata sobre la Prehistoria y es una revisión de las celebraciones indígenas que parecen reflejan los orígenes precolombinos. Se incluyen todas las fiestas religiosas comunes, ritos de nacimiento y muerte, así como algunos eventos peculiares del territorio que actualmente corresponde a Ecuador. Ofrece noventa y cinco ejemplos musicales, y se dan descripciones detalladas de trajes, danzas y otros detalles de las ceremonias. La música de provincias específicas, o incluso de pueblos, a menudo se trata por separado. En el segundo tomo trata sobre «El período Colonial», y trata principalmente del efecto de la tradición musical occidental en la música indígena. Incluye cincuenta ejemplos musicales para sustentar su tesis y además desarrolla con gran detalle la construcción de un sistema tonal moderno y formas de alargamiento que caracterizan la expresión mestiza de la música en Ecuador. Se centra asimismo en los aspectos sobre la ceremonia que acompaña a las composiciones e interpretaciones musicales. También incluyen breves discusiones sobre las actividades musicales de los misioneros jesuitas en Oriente, la música entre los franciscanos que fundaron Quito en el siglo XVI y habla acerca de la construcción de órganos. Por último publicó un tercer volumen titulado, «La República». Siendo el más extenso de todos, sin embargo no contiene ejemplos musicales, ya que busca ser un estudio exhaustivo de las instituciones y personalidades que afectan la vida concertística, la educación musical y la música religiosa del Ecuador. Gran parte de los datos se derivan nuevamente de observaciones personales, lo que aumenta el interés de los informes. La mayor parte de este volumen está organizada geográficamente por provincia y cada sección incluye una lista de los músicos de esa provincia con entradas detalladas sobre sus contribuciones musicales.

## Selección de sus obras

### Selección de composiciones

#### Orquestas, conciertos, sinfonías
- Suite ecuatoriana
- Nueve de Julio

- Barcarola
- Primavera
- Quejas
- Gotas de Ajenjo
- Delirando
- A una Rosa
- Pobre barquilla mía
- A García el Grande (marcha fúnebre)

#### Pasillos
- El asesinato
- Recuerdos
- Ligia

### Libros publicados

#### Musicología y teoría
- La música en la provincia de Imbabura (1923), estudio histórico
- Reformas al Himno Nacional (1924), estudio crítico
- Teoría de la Música y elementos de solfeo (1933)
- La monografía musical de la provincia del Chimborazo, (1934)
- La música de los Incas (1938): Rectificación a la obra intitulada «Le musique des Incas et sessurvivances», por Raúl y Margarita D`Harcourt (1957)
- Música y danzas autóctonas del Ecuador, edición bilingüe; (1950)
- Cotacachi y su comarca (1966)
- Historia de la música en el Ecuador (1951 - 1972), tres tomos: Prehistoria (I); Colonia (II); República (III)

#### Historia
- La campaña de Esmeraldas de 1913 - 1916 encabezada por el Coronel graduado Don Carlos Concha Torres, (1939)
- La cultura popular en el Ecuador, (1975)